# The Essential Paul Simon
The Essential Paul Simon è un album discografico di raccolta del cantautore statunitense Paul Simon, pubblicato nel 2007.

## Tracce
CD 1
1. Mother and Child Reunion - 3:04
2. Loves Me Like a Rock - 3:32
3. Me and Julio Down by the School Yard - 2:44
4. Duncan - 4:29
5. Kodachrome - 3:33
6. 50 Ways to Leave Your Lover - 3:28
7. Slip Slidin' Away - 4:45
8. Gone at Last - 3:38
9. Something So Right - 4:32
10. Late in the Evening - 4:02
11. Hearts and Bones - 5:39
12. Take Me to the Mardi Grass - 3:26
13. That Was Your Mother - 2:54
14. American Tune - 3:45
15. Peace Like a River - 3:18
16. Stranded in a Limousine - 3:07
17. Train in the Distance (edit) - 4:22
18. The Late Great Johnny Ace - 4:47
19. Still Crazy After All These Years - 3:25

CD 2
1. Graceland - 4:46
2. Diamonds on the Soles of Her Shoes - 5:38
3. The Boy in the Bubble - 3:58
4. You Can Call Me Al - 4:36
5. Under African Skies - 3:35
6. The Obvious Child - 4:08
7. Born at the Right Time - 3:48
8. The Cool, Cool River - 4:31
9. Spirit Voices - 3:54
10. Adios Hermanos - 4:43
11. Born in Puerto Rico - 4:55
12. Quality - 4:12
13. Darling Lorraine - 6:36
14. Hurricane Eye - 4:13
15. Father and Daughter - 4:10
16. Outrageous - 3:22
17. Wartime Prayers - 4:48